# When the Fleet Sailed
When the Fleet Sailed è un cortometraggio muto del 1915 diretto da Frederick Sullivan.

## Produzione
Il film fu prodotto dalla Thanhouser Film Corporation.

## Distribuzione
Distribuito dalla Mutual Film, uscì nelle sale cinematografiche USA il 3 agosto 1915.